# 普那卡条约
《普那卡条约》是1910年1月8日不丹王国于英属印度诸省之间在普那卡宗签署的一份条约。它不是一份独立的文件，而是对1865年《辛楚拉条约》的修正案。此条约对《辛楚拉条约》第八项进行了修订，规定不丹在对外事务上受英国指导。除了这个修正外跳远本身还包括所有辛楚拉条约的内容。
在《普那卡条约》中英国保障不丹的独立，保障向不丹王家政府付提高的年金，以及控制不丹外交。这份条约开始了把不丹的外交交付其它主权的做法，同时确定了不丹的独立，使得不丹成为少数从来没有被当地或者外来殖民力量征服的亚洲王国。

## 背景
在1864年和1865年建不丹和英属印度诸省之间爆发了长达五个月的不丹战争。不丹战败。不丹丧失了部分国土以及过去占领的领域。根据1865年11月11日签署的辛楚拉条约不丹放弃阿萨姆邦杜阿尔斯和孟加拉杜阿尔斯以及不丹南部的83平方千米土地，作为补偿它每年获得五万卢比。
20世纪初由于地理政治的变化产生了新条约的需要。1907年12月乌颜·旺楚克巩固了他的权力并被政府和宗教精英一致推选为国王。
1910年1月8日锡金政治官员查尔斯·阿尔弗雷德·贝尔和第一名不丹国王乌颜·旺楚克在普那卡签署了普那卡条约。

## 后事和废除
普那卡条约开创了更改条约和把外交主权交付给英国王家政府的先例。条约中的一些关于钱款和领地的条例被当时和后来的一些协议取消。
普那卡条约签署的同时还有其它协议签署，其内容包括狩猎亚洲象时英国优惠分享盈利、把莫提塘（廷布省）部分土地和楚卡宗与廷布之间的一座山交给英国、把英属噶倫堡的部分土地交给不丹，后者后来成为多吉扎西家族拥有的不丹大厦。噶倫堡的这片土地本来是不丹的领土，但是在1865年不丹战争后根据辛楚拉条约被让给英属印度诸省。多吉扎西家族的乌颜·多吉扎西在这里定居并利用噶倫堡有益的商道地位，1898年他获得了贸易代理人和大英帝国与西藏之间的中间人的地位。
1947年8月印度独立后普那卡条约所基于的英国主权在当地不存在了。不丹等王国可以选择独立或者加入印度联邦。1949年8月8日不丹决定保持独立。印度承认不丹的独立。1948年4月23日不丹派遣一支使节赴印度会见印度总理贾瓦哈拉尔·尼赫鲁，双方建交。
2007年2月第五代不丹国王吉格梅·凯萨尔·纳姆耶尔·旺楚克与印度签署了一份友谊条约取代了1949年的条约。